# Kutluğ Ataman

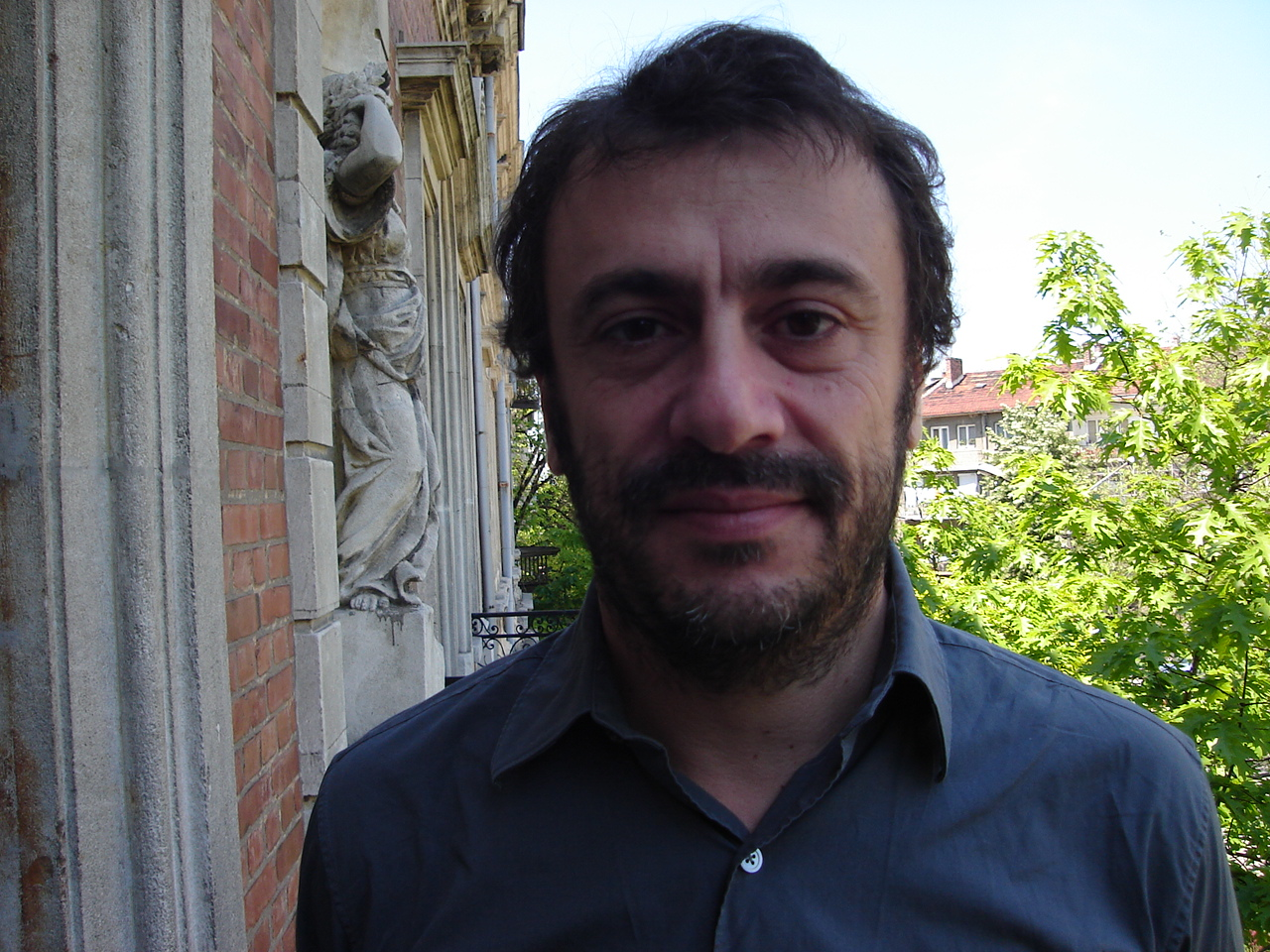
Kutluğ Ataman

Kutluğ Ataman (* 1961) ist ein türkischer Filmemacher und Künstler.
Der in London lebende Ataman absolvierte ein Filmstudium an der University of California in Los Angeles (UCLA) sowie an der Pariser Sorbonne.
Seine Filme und Installationen wurden u. a. auf den Biennalen Istanbul (1997), Venedig (1999), Berlin (2000) sowie 2002 auf der Documenta 11 in Kassel ausgestellt.
Sein Film Lola und Bilidikid, eine deutsche Produktion, wurde 1999 auf der Berlinale ausgezeichnet.
2004 wurde er für den Turner Prize nominiert.

## Ausstellungen
2009/2010: Videogruppenporträts Küba (2004) und Paradise (2007), im Museum Ludwig (Köln)

## Filmografie
- 1993: Karanlık Sular
- 1999: Lola und Bilidikid
- 2002: The 4 Seasons of Veronica Read
- 2005: Zwei Mädchen aus Istanbul (İki Genç Kız)
- 2014: Kuzu – The Lamb